# Chapelle St. Wendelin
St. Wendelin (Saint Wendelin) est une chapelle dans la forêt montagneuse au sud du Roßkopf sur le territoire de Fribourg-en-Brisgau à 540 mètres d'altitude à une distance de 750 m de St. Ottilien. Elle est consacrée à Saint Wendelin.

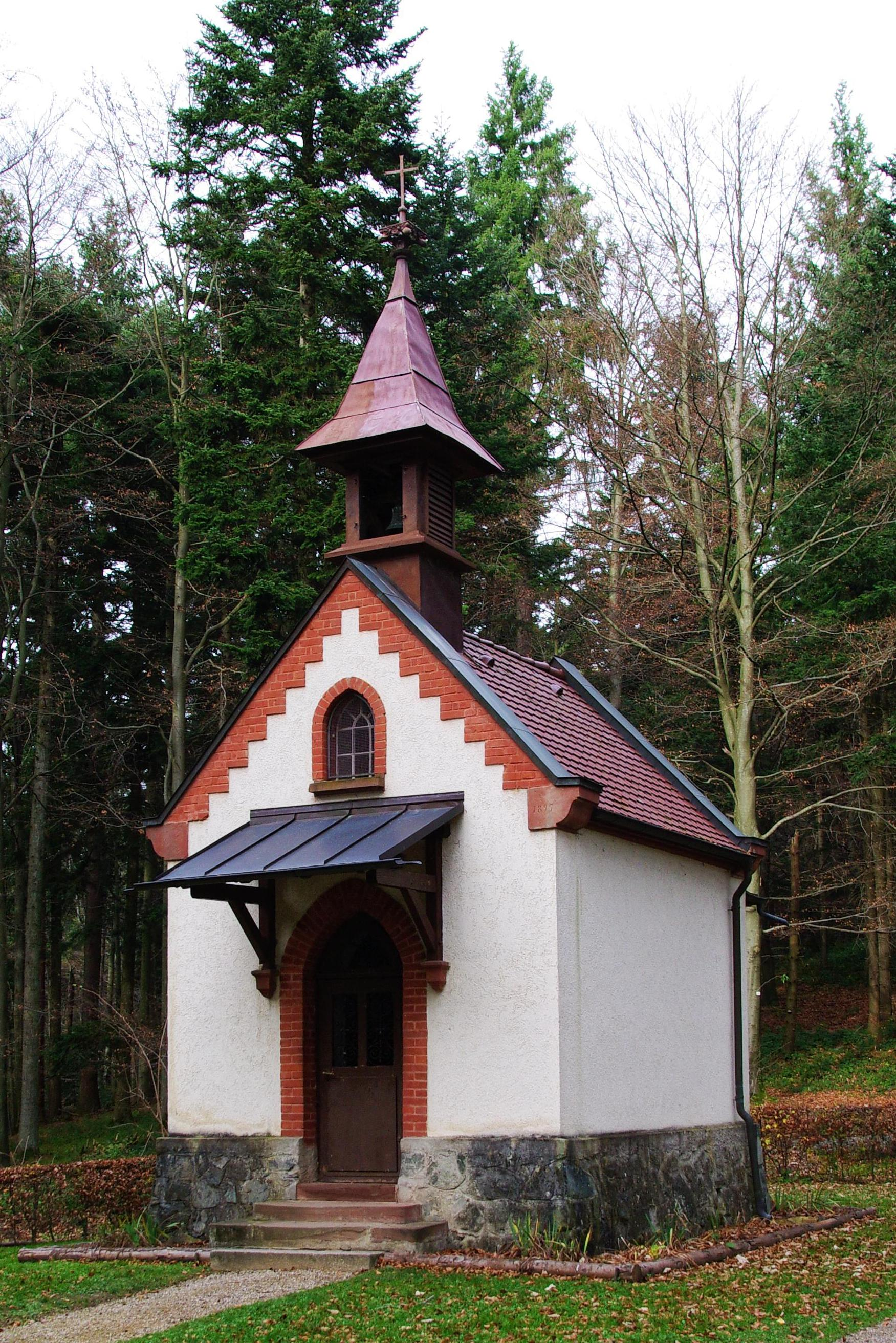
La chapelle
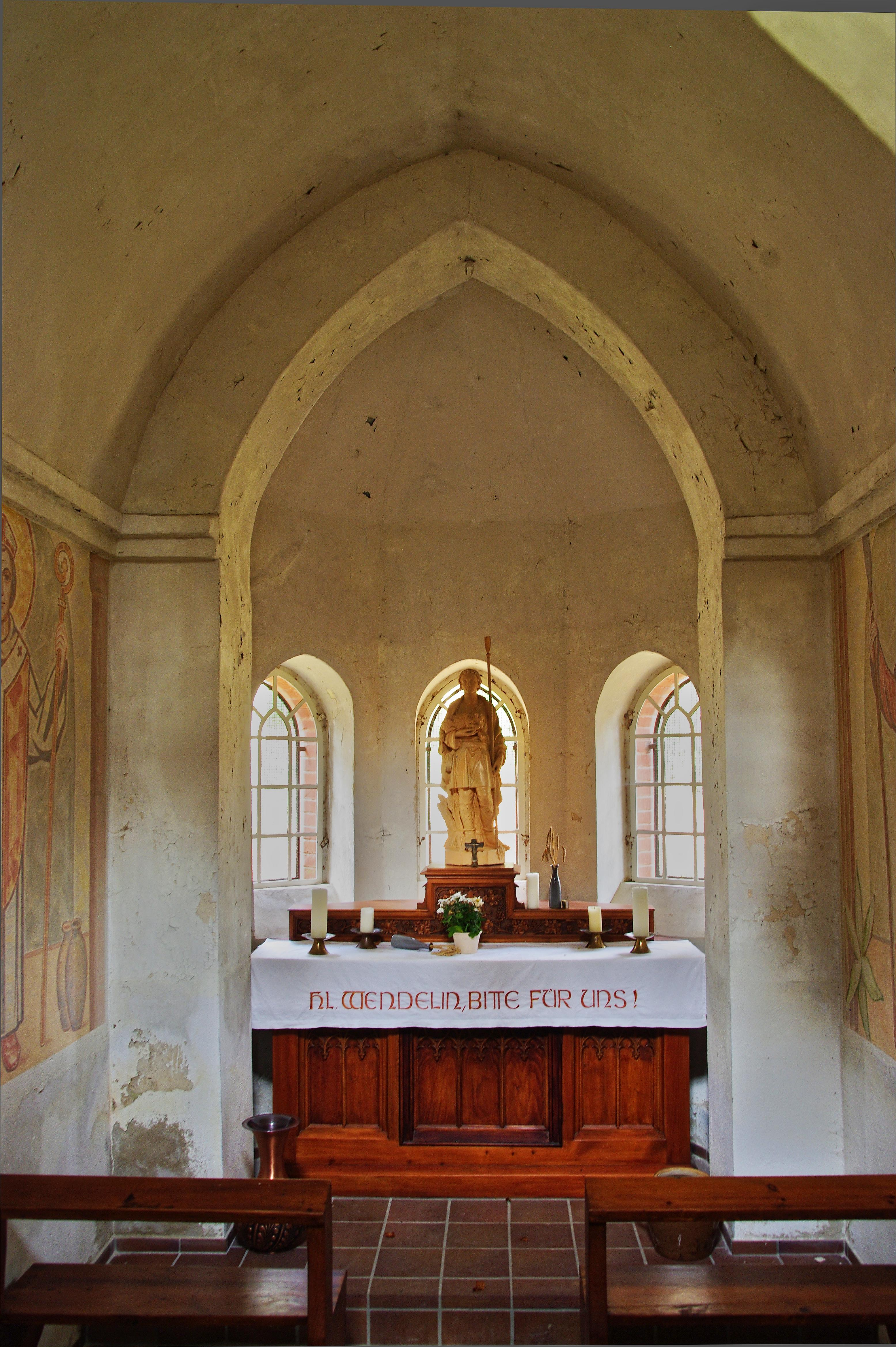
L'autel
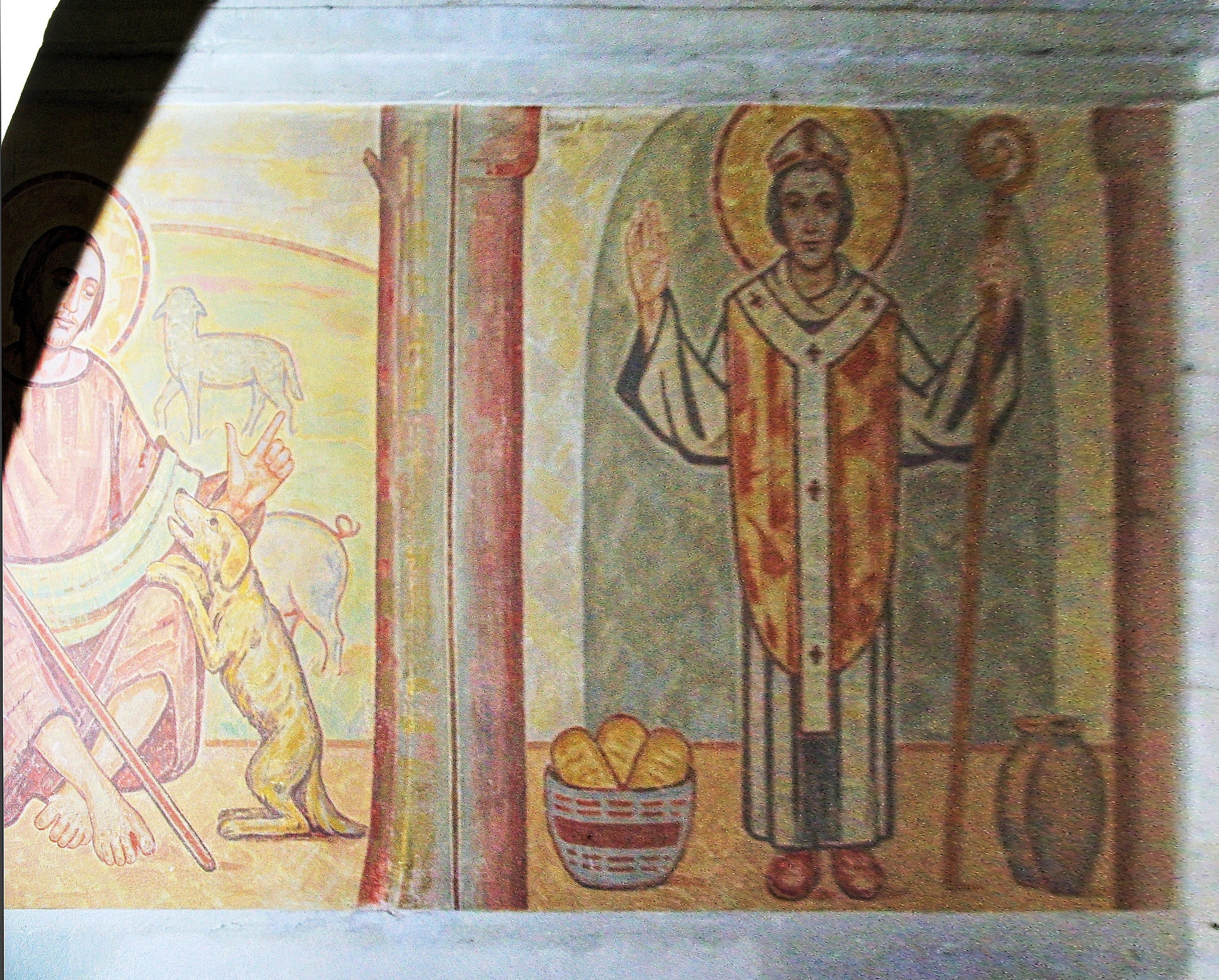
Peintures à gauche
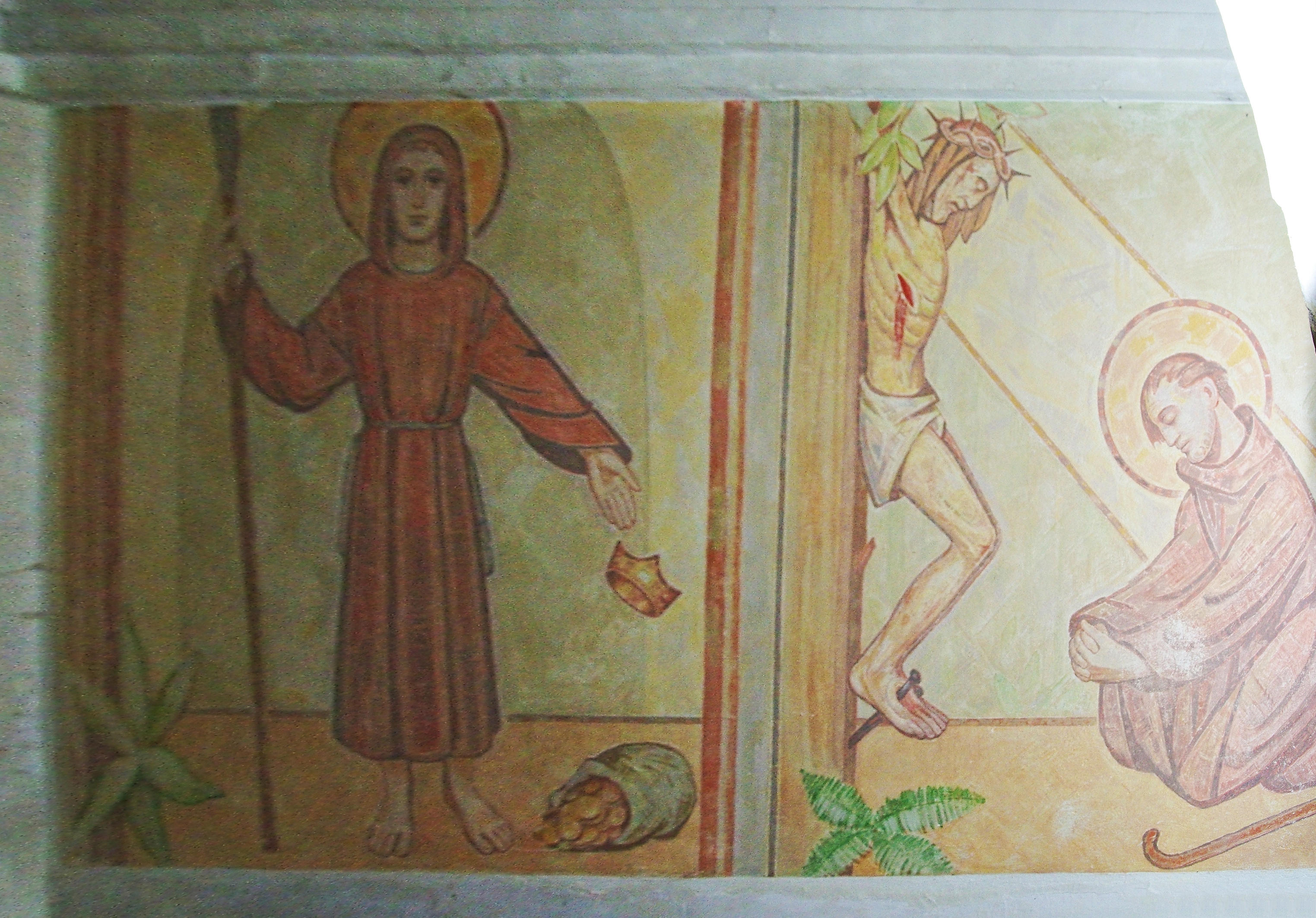
Peintures à droite